# Birni Lalle
Birni Lalle este o comună rurală din departamentul Dakoro, regiunea Maradi, Niger, cu o populație de 22.477 de locuitori (2001).